# Pavillon Craigowan
Le pavillon Craigowan est une petite dépendance de sept pièces, situé à environ un mile (1,6 km) du château de Balmoral. Plus rustique que celui-ci, il était souvent occupé par le prince Charles et son épouse Diana lors de leurs séjours en Écosse, le château de Birkhall étant encore occupé par la reine mère.
Le pavillon fut régulièrement utilisé par la reine Élisabeth, qui y passait souvent les premiers jours de ses vacances d'été en Écosse. Le château de Balmoral est une source importante de revenus, grâce au tourisme à la belle saison et parfois, la Reine aimant beaucoup cet endroit, arrivait en villégiature à Balmoral avant même que la saison touristique ne soit terminée.